# 아이타나 본마티
아이타나 본마티(Aitana Bonmatí, 본명: 아이타나 본마티 콘카, 카탈루냐어: [əjˈtanə βɔmməˈti] (듣기ⓘ), 1998년 1월 18일 ~ )는 카탈루냐 출신의 스페인 프로 축구 선수로, 리가 F 클럽 바르셀로나와 스페인 국가대표팀의 미드필더로 활약하고 있다. 또한 카탈루냐를 대표했다. 여자 축구 최고의 선수 중 한 명으로 평가되며, 2022-23 시즌 발롱도르와 FIFA 최고의 여자 선수상을 수상했다.
본마티는 2012년부터 바르셀로나에서 활동했으며 6년 동안 라 마시아를 통해 발전해왔다. 2016-17 시즌을 앞두고 바르셀로나의 첫 번째 팀으로 승격되었고, 2018-19 시즌이 시작될 때까지 클럽의 벤치 밖에서 모습을 드러냈다. 2019년에 바르셀로나 역사상 첫 번째 UEFA 여자 챔피언스 리그 결승전을 시작했고, 그 해 후반에는 처음으로 올해의 카탈루냐 선수로 선정되었다.
2020-21 시즌 내내, 본마티는 바르셀로나의 대륙 트레블 우승 캠페인에 필수적이었다. 2021년 UEFA 여자 챔피언스리그 결승전에서 자신의 커리어 중 가장 주목할만한 활약을 펼쳤고, 바르셀로나의 세 번째 골을 기록하고 결승전 MVP로 선정되었다. 2022-23 시즌에 골 득점 능력을 향상시켜 모든 대회에서 19골을 넣었고 개인 축구 선수 중 가장 많은 장식을 받은 시즌인 또 다른 국내 더블과 챔피언스 리그로 팀을 이끌었다.
본마티는 스페인의 17세 이하, 19세 이하, 20세 이하 여자팀에서 성공을 거두었다. UEFA 여자 청소년 선수권 대회에서 2015년 17세 이하 팀, 2017년 19세 이하 팀에서 두 번 우승했으며, 2014년 17세 이하 팀과 2018년 20대 이하 FIFA 청소년 여자 월드컵에서 2위를 차지했다. 2017년 성인 대표팀에 합류하여 2019 여자 월드컵과 2022 여자 유로에 스페인 대표로 출전했다. 그 후 2023년 월드컵에서 스페인이 우승하고 토너먼트 최우수 선수로 골든 볼을 수상한 데 이어 주연을 맡았으며, 2024년 UEFA 여자 네이션스 리그 결승전에서 스페인이 다시 우승하고 최우수 선수로 선정되었다. 2024년에 라우레우스 월드 스포츠 어워드(Laureus World Sports Award) 올해의 스포츠우먼상을 수상했으며, 이 상을 수상한 최초의 축구 선수가 되었다.